# Peter Tiefenthaler
Peter Tiefenthaler (* 20. Mai 1934 in Zürich; † 1. Januar 1980 in La Chaux-de-Fonds) war ein Schweizer Radrennfahrer.

## Sportliche Laufbahn
1951 qualifizierte er sich für die damalige A-Klasse der Amateure in der Schweiz. 1952 wurde er Schweizer Meister in der Mannschaftsverfolgung auf der Bahn (mit Edy Vontobel, Georges Frei und René Strehler vom Radfahrer-Verein Zürich), 1953 Schweizer Amateur-Meister im Sprint und Dritter der Meisterschaft von Zürich (Züri-Metzgete) bei den Amateuren. Seinen ersten internationalen Start hatte er 1952 in Mannheim, wo er den dortigen Sprinter-Preis gewann. Im Jahre darauf belegte er bei der Metzgete Platz zwei und wurde erneut Schweizer Sprint-Meister der Amateure. Zweimal gewann er die Omnium-Meisterschaft im Zürcher Hallenstadion. Im Februar 1955 gewann er in Berlin auf der Bahn der Werner-Seelenbinder-Halle die Internationale Sprintermeisterschaft von Berlin. Kurz darauf siegte er in der Internationalen Omnium-Meisterschaft von Berlin an gleicher Stelle.
Im selben Jahr trat er zu den Profis über. 1958 gewann er die achte Etappe der Tour de Suisse. 1963 errang er den Schweizer Meistertitel der Steher und belegte bei den UCI-Bahn-Weltmeisterschaften 1963 in Lüttich Platz vier. 1964 wurde er erneut Schweizer Stehermeister, Sechster der Steher-WM in Paris und Dritter bei der Europameisterschaft im Zweier-Mannschaftsfahren, gemeinsam mit dem Luxemburger Lucien Gillen.